# Franck Biancheri
Franck Biancheri (Niza, 11 de marzo de 1961 - París, 30 de octubre de 2012) fue un político y politólogo francés. Fue uno de los padres del programa ERASMUS. Ejerció también de Director de Estudios del Laboratorio Europeo de Anticipación Política (Leap/Europe2020) y llegó a la presidencia del partido político Newropeans.

## Biografía
En 1985, entonces estudiante, fundó la primera gran red de estudiantes europeos, AEGEE, que incluyó más de 12.000 miembros en 70 ciudades europeas universitarias en 1988. En 1987, Franck Biancheri convenció al Presidente de la República francesa, François Mitterrand, para que se comprometiera públicamente a adoptar la financiación del programa ERASMUS, lo que permitió el primer gran programa europeo "ciudadano" y orientado a los jóvenes.
En las elecciones europeas de 1989, Franck Biancheri se propuso demostrar junto a sus amigos europeos la posibilidad de construir un movimiento político transeuropeo, Iniciativa para una Democracia Europea (IDE) mediante la presentación de listas en varios países (Francia, España, Países Bajos).
A partir de 1991, a través de varias redes de asociaciones como la asociación Promotheus-Europa, comenzó a desarrollar relaciones entre la UE y los distintos continentes y regiones del mundo (Europa, Mundo árabe, América Latina, América del Norte y Asia). 
En 1997, en la Casa Blair, en la Cumbre Euro-Americanos en Washington, lanzó TIESWeb, el primer portal diseñado para el diálogo transatlántico de la sociedad civil entre la UE y los EE. UU.
En 2003, formó parte de una lista de 20 "héroes" elegido por los lectores de Time en Europa. En 2010, forma parte, por su trabajo en el marco de ERASMUS, de una selección de 14 personalidades europeas presentado por la Fundación Española para la Ciencia y la Tecnología (FECYT), que habían cambiado el mundo en los últimos dos años.
En el año  2006, pasó a ser coordinador científico del think-tank Leap/Europe2020 cuyas precoces previsiones de la crisis sistémica en febrero de 2006 y el levantamiento en Egipto en 2008 han suscitado gran sorpresa e interés.
El 30 de octubre de 2012, falleció en París.